# ニュース打破
『ニュース打破』（朝鮮語: 뉴스타파、ニュースタパ）は、調査報道を行う大韓民国（韓国）のニュースサイトである。2012年1月からYouTubeを通じて放送を開始した。

## 概要
李明博政権を批判するテレビ番組を制作したことから、韓国放送公社（KBS）や文化放送（MBC）を解雇されたプロデューサーや記者によって、2012年に設立された。国際調査報道ジャーナリスト連合（ICIJ）に参加している。
初回放送は同年1月27日で、43分のユーチューブ動画に4日間で30万以上のアクセスがあった。「受信料を徴収する放送局はなぜこのようなニュースを制作しないのか」「オルタナティブメディアでなく公式メディアでまともなニュースを見たい」等のコメントが寄せられたといわれる。
韓国市民の支援が広がり、2018年時点で会員数約4万人、会費収入年間約50億ウォンに上る。
2022年大韓民国大統領選挙直前、尹錫悦候補（当時）が検事時代に釜山貯蓄銀行事件のもみ消しをしたというフェイクニュース（金万培氏虚偽インタビュー）を報じた疑いで、ソウル中央地検特別捜査チームはニュース打破やそれを引用報道したテレビ局に対して家宅捜索を行なった。2023年9月5日、このインタビューについて、金銭的なやりとりを行ったことが確認されたとして、「取材源と巨額の金銭取引を行った事実はジャーナリズムの倫理上、決して容認できない行為」として謝罪する文書を掲載した。

## 制作作品
- 『共犯者たち』 - 2017年8月17日に公開されたドキュメンタリー映画[7]。設立者の一人である崔承浩が監督を務めた。李明博政権・朴槿恵政権の約9年にわたるメディアへの介入と、政府と大手放送局の「共犯関係」をあぶりだした作品としてヒットし、かつ高い評価を得た[8]。

- 『金福童』 - 2019年8月8日に公開されたドキュメンタリー映画。

- 『非常戒厳前夜』 - 2025年4月23日に公開されたドキュメンタリー映画[9]。原題は『압수수색: 내란의 시작』。尹錫悦大統領が宣布した非常戒厳令とそれに伴うメディア弾圧が描かれている。日本ではで同年9月6日に公開予定[10]。